# Bus rapid transit

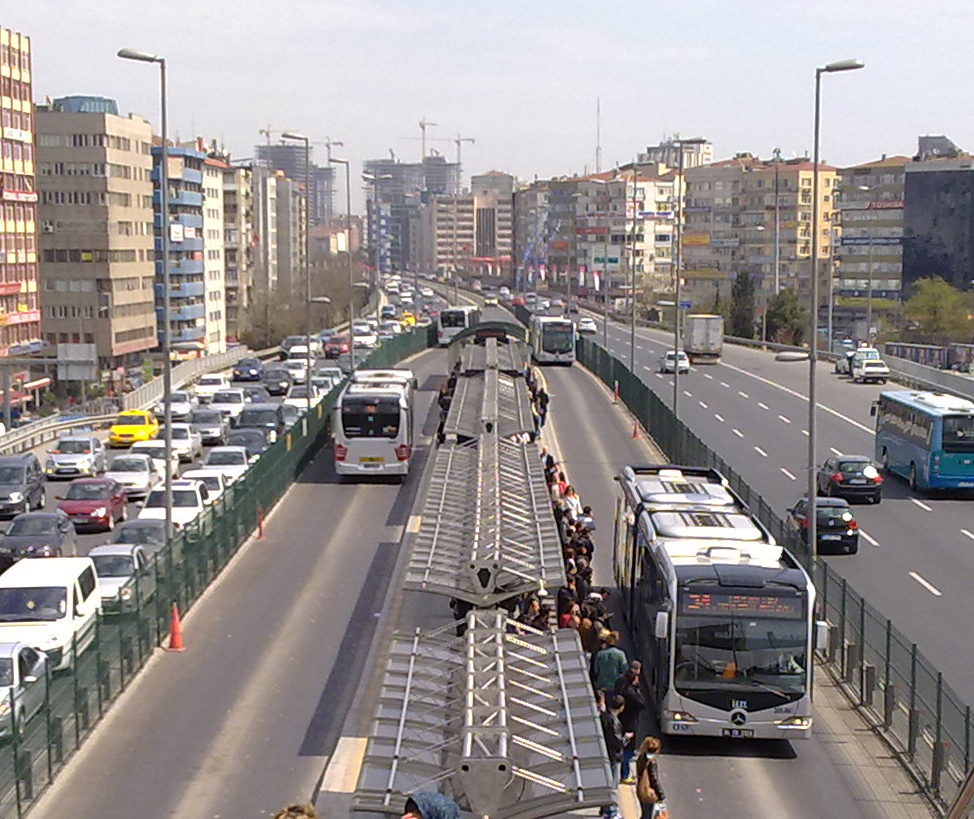
Metrobus Isztambulban

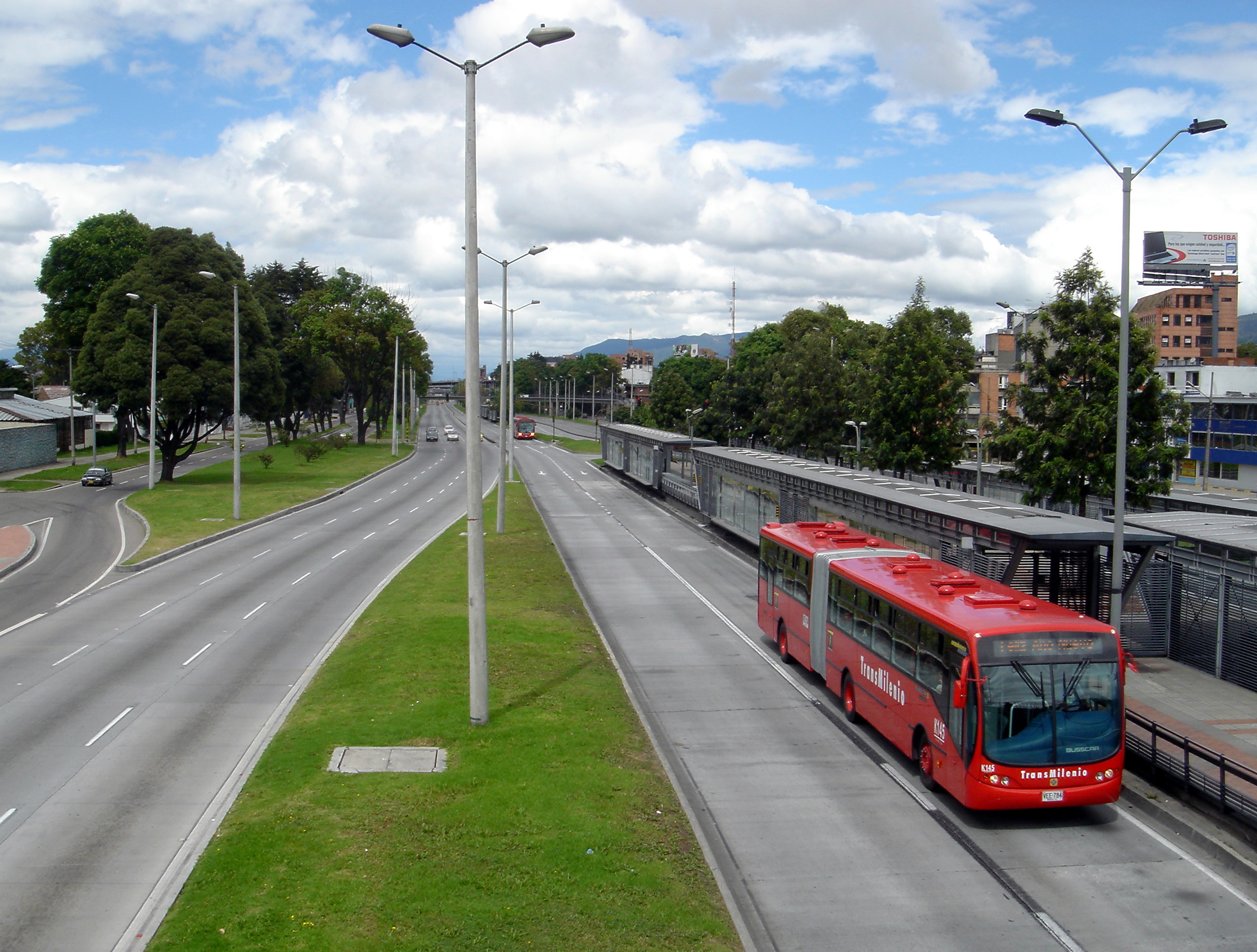

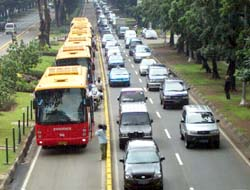

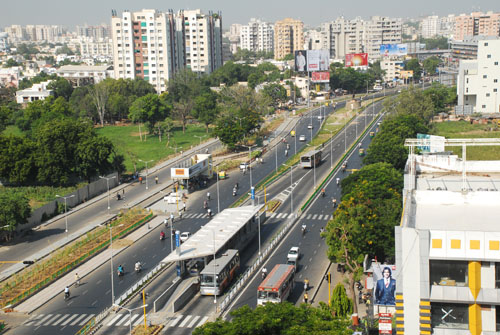

A bus rapid transit vagy röviden BRT egy olyan speciális autóbusz-hálózat, melyet szegényebb nagyvárosok építenek ki a metró- vagy a villamoshálózatok helyett. A BRT-rendszereknél az autóbuszok ahol csak lehet saját buszsávban közlekednek, alacsonypadlós kivitelűek és nagy kapacitású (akár duplacsuklós) autóbuszokat üzemeltetnek. A buszmegállók kialakítása is eltér a megszokottól: lehetséges a szigetperon, alul- vagy felüljáróval, perontetővel, ahol már a buszperonra való fellépésnél ellenőrzik a jegyeket is. Így az utascsere is sokkal gyorsabb, mint a hagyományos buszoknál.

## Előnyei
- olcsóbb, mint a metró vagy a villamos;
- tervezése, építése és üzemeltetése nem igényel speciális szaktudást;
- gyorsan megépíthető.

## Hátrányai
- Környezetszennyező;
- üzemeltetése drágább, mint a metróé vagy a villamosé;
- kapacitása kisebb, mint a modern kötöttpályás eszközöké;
- lassú.

## Kapacitása
Néhány város és a BRT-rendszerének kapacitása:

## Érdekesség
Budapesten is felmerült, hogy BRT rendszer létesül.

## Teljesítmény

### Összehasonlítás alight raillel
Miután 1971-ben megnyílt az első BRT-rendszer, a városok lassan fogadták el a BRT-t, mert úgy vélték, hogy a BRT kapacitása a csúcsforgalom idején óránként körülbelül 12 000 utasra korlátozódik, akik egy adott irányban utaznak. Míg az Amerikai Egyesült Államokban erre a kapacitásra ritkán van szükség (a 12 000 inkább jellemző a teljes napi utasszámra), a fejlődő világban ez a kapacitáskorlátozás (vagy a kapacitáskorlátozásról szóló híresztelés) egyes helyszíneken jelentős érv volt a nehézvasúti metróberuházások mellett.
Amikor a TransMilenio 2000-ben megnyílt, megváltoztatta a paradigmát azzal, hogy minden megállóhelyen egy átmenő sávot biztosított a buszoknak, és a BRT-infrastruktúrán belül expressz-szolgáltatásokat vezetett be. Ezek az újítások a BRT-rendszer maximálisan elérhető kapacitását óránként 35 000 utasra növelték. Az isztambuli metrobus egysávos útjait gyakran eltorlaszolták a Phileas buszok lerobbanásai, ami késéseket okozott az összes busznak egy irányban. Miután a Mercedes-Benz buszokra összpontosított, a kapacitás 45 000 főre nőtt. A könnyűvasút ehhez képest 3500 fő (főleg utcai közlekedéssel) és 19 000 fő (teljesen zárt pályán) közötti utaskapacitásokról számolt be.
Vannak olyan feltételek, amelyek a könnyűvasútnak kedveznek a BRT-vel szemben, de ezek meglehetősen szűk körűek. E feltételek teljesítéséhez olyan folyosóra lenne szükség, ahol mindkét irányban csak egy szabad sáv van, irányonként óránként több mint 16 000 utasra, de kevesebb mint 20 000-re, és hosszú tömbhosszra, mivel a vonat nem blokkolhatja a kereszteződéseket. Ezek a feltételek ritkák, de ebben a konkrét esetben a villamossíneknek minimális üzemeltetési előnyük lehet.
Az amerikai számvevőszék (GAO) a MASS TRANSIT – Bus Rapid Transit Shows Promise című jelentésében összegezte, hogy az amerikai FTA annak idején a HRT és a LRT építésére nyújtott támogatást, de a BRT-t nagyon visszafogta. Az FTA „inkább a helyi közlekedési ügynökségek által folytatott projektekkel kapcsolatos információk beszerzésére és megosztására összpontosít”. Az eltérő finanszírozás ellenére a BRT rendszerek tőkeköltségei számos amerikai közösségben alacsonyabbak voltak, mint az LRT-rendszereké, és a teljesítményük gyakran hasonló volt. A GAO megállapította, hogy a BRT rendszerek általában rugalmasabbak voltak az LRT-hez képest és gyorsabbak.
„Bár a közlekedési tisztviselők megjegyezték, hogy a közvélemény elfogult a könnyűvasút iránt, a kutatások szerint az utasok nem részesítik előnyben a vasutat a busszal szemben, ha a szolgáltatási jellemzők azonosak.”

### Összehasonlítás a nehézvasúttal
Fjellstrom/Wright kiosztott egy térképet, amelyen a középtávú cél Bogotá BRT-rendszerének, a TransMileniónak a kiterjesztése, „hogy a város 7 millió lakosának 85%-a 500 méteres távolságon belül lakjon egy TransMilenio-vonalon. Egy ilyen bővítési program irreális lenne egy vasúti alapú MRT-rendszer esetében.” (Bogota polgármestere, 2001).

### Összehasonlítás a hagyományos buszjáratokkal

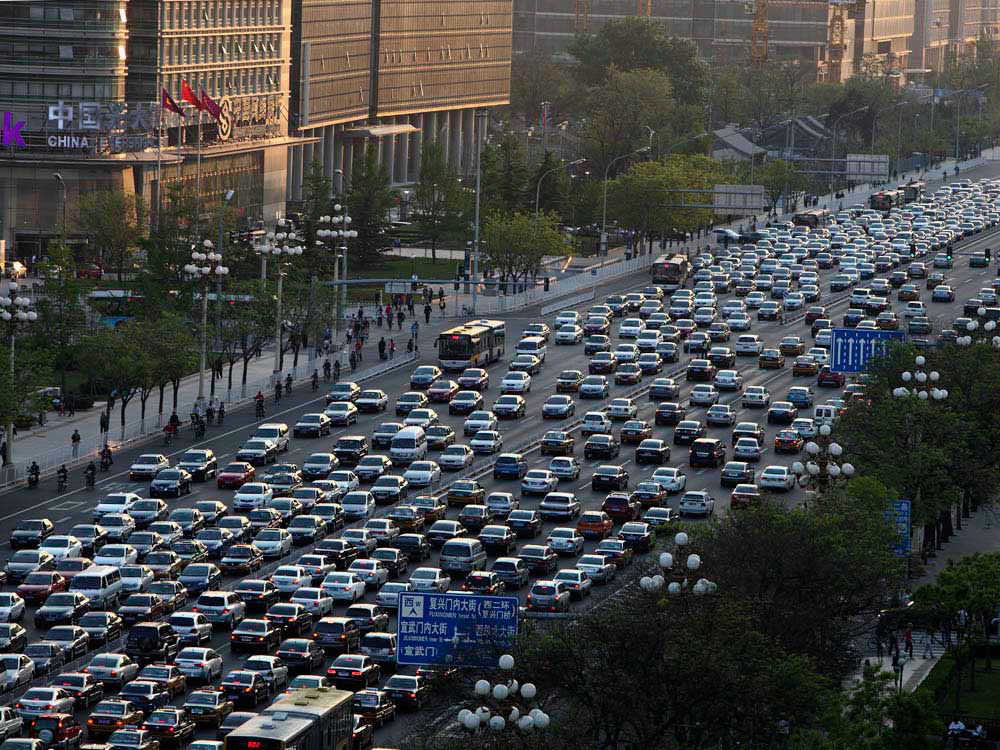
A hagyományos buszjáratok késnek a forgalmi torlódások miatt a pekingi Csangan sugárúton

A hagyományos menetrend szerinti buszjáratok az általános forgalmi sávokat használják, amelyek a forgalmi torlódások miatt lassúak lehetnek, és a buszjáratok sebességét tovább csökkentik a hosszú várakozási idők.
2013-ban a New York-i hatóságok megjegyezték, hogy a 34. utcán közlekedő buszok, amelyek naponta 33 000 buszos utast szállítottak a helyi és gyorsjáratokon, 4,5 mérföld/óra (7,2 km/h) sebességgel közlekedtek, ami alig gyorsabb, mint a gyaloglási sebesség. Még a Select Bus Service (a New York-i buszgyorsvasút New York-i változata), a külön buszsávok és a 34. utcai folyosón elhelyezett térfigyelő kamerák bevezetése ellenére is úgy találták, hogy a buszok a folyosón még mindig átlagosan 4,5 mérföld/órás sebességgel közlekedtek.
Az 1960-as éveken Reuben Smeed azt jósolta, hogy London központjában a forgalom átlagsebessége 9 mérföld/óra (14 km/h) lesz egyéb visszatartó tényezők, például útdíjszabás nélkül, arra az elméletre alapozva, hogy ez az a minimális sebesség, amelyet az emberek tolerálnak. Amikor 2003-ban bevezették a londoni dugódíjat, a forgalom átlagsebessége valóban 14 kilométer/óra (8,7 mph) volt, ami az 1970-es évek óta a legmagasabb sebesség volt. Ezzel szemben a BRT-rendszerek jellemző sebessége 17 és 30 mérföld/óra (27 és 48 km/h) között mozog.

## Kritika
A BRT-rendszereket széles körben népszerűsítették olyan nem kormányzati szervezetek, mint a Shell által finanszírozott EMBARQ program, a Rockefeller Alapítvány és az Institute for Transportation and Development Policy (ITDP), amelynek tanácsadói között szerepel Bogotá (Kolumbia) korábbi polgármestere, Enrique Peñalosa (az ITDP korábbi elnöke).
A buszgyártó cégek, például a Volvo hozzájárulásával támogatva az ITDP nem csak egy javasolt „szabványt” hozott létre a BRT-rendszerek megvalósítására, hanem világszerte intenzív lobbitevékenységet fejtett ki annak érdekében, hogy meggyőzze a helyi önkormányzatokat a BRT-rendszerek választásáról a vasúti alapú közlekedési modellekkel (metró, kisvasút stb.) szemben.

### „Hamis” BRT-rendszerek (BRT creep)

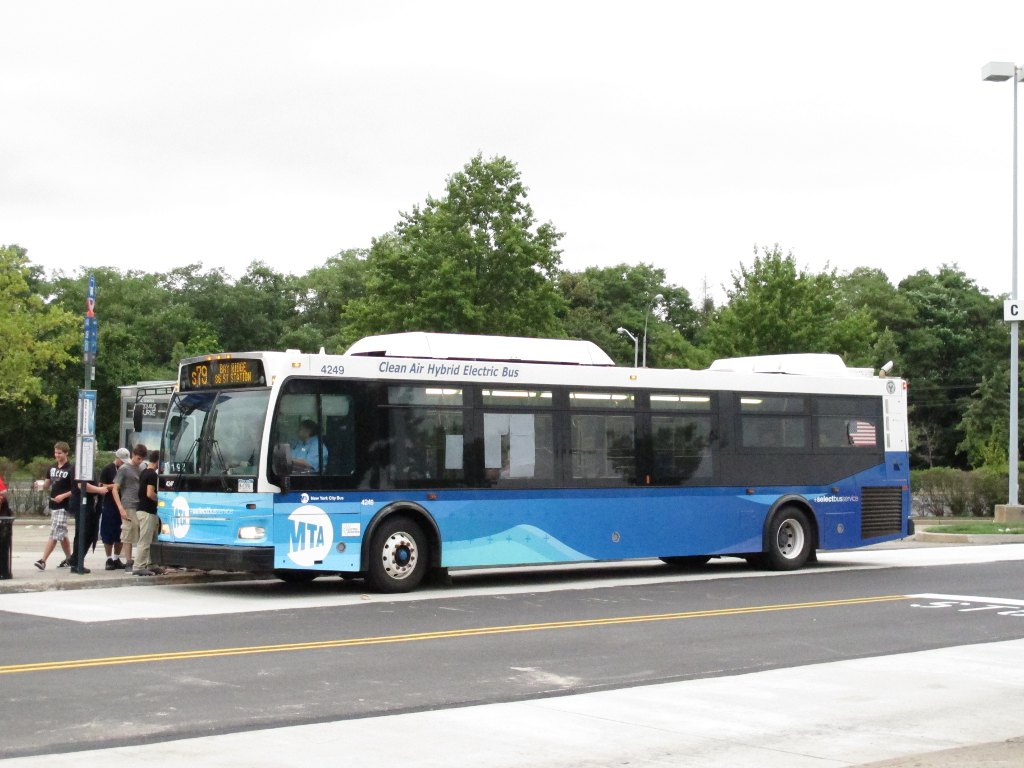
S79 SBS busz a Staten Island Mallnál. A Select Bus Service (SBS) leépülését a BRT creep példájaként említik. Figyeljük meg a jegyautomaták és a szintbeli beszállás hiányát

A bus rapid transit egy olyan jelenség, amelyet általában úgy határoznak meg, mint egy olyan buszos gyors rendszert, amely nem felel meg a „valódi BRT-nek” minősülő követelményeknek. Ezeket a rendszereket gyakran teljesen megvalósult buszos gyorsvasúti rendszerként forgalmazzák, de végül a „BRT creep” kifejezés hívei inkább a menetrend szerinti buszközlekedés fejlesztéseként írják le őket. A Közlekedés- és Fejlesztéspolitikai Intézet (ITDP) több iránymutatást is közzétett, hogy megpróbálja meghatározni, mi minősül „valódi BRT-nek”, az úgynevezett BRT-szabványnak, és ezzel próbálja megelőzni ezt a jelenséget.
A BRT legvégletesebb változatai olyan rendszerekhez vezetnek, amelyeket nem is lehet igazán „buszos gyorsvasútnak” elismerni. Az ITDP egyik minősítése például megállapította, hogy a bostoni Silver Line-t a legjobb a „nem BRT” kategóriába sorolni, miután a helyi döntéshozók fokozatosan úgy döntöttek, hogy eltörlik a legtöbb BRT-specifikus jellemzőt.:45 A tanulmány a New York-i Select Bus Service-t (amely elvileg BRT-szabványos lenne) szintén „nem BRT”-ként értékeli.:47 

### Környezetvédelmi kérdések
A gyorsvasutakban és a könnyűvasutakban általánosan használt elektromos meghajtású szerelvényekkel ellentétben a BRT-rendszerek gyakran dízel- vagy benzinüzemű motorokat használnak. A tipikus buszok dízelmotorja észrevehető mértékű légszennyezést, zajt és rezgést okoz. Megjegyzik azonban, hogy a BRT még mindig jelentős környezetvédelmi előnyöket biztosíthat a személygépkocsikkal szemben. Emellett a BRT-rendszerek a nem hatékony hagyományos buszhálózatot hatékonyabb, gyorsabb és kevésbé szennyező BRT-buszokra cserélhetik. Bogotá például korábban 2700 hagyományos buszt használt, amelyek napi 1,6 millió utas szállítását biztosították, míg 2013-ban a TransMilenio 1,9 millió utast szállított mindössze 630 BRT-busszal, egy a régi flottának kevesebb mint negyedével kisebb flottával, amely kétszeres sebességgel közlekedik a légszennyezés óriási csökkenése mellett.
A közvetlen kibocsátások csökkentése érdekében egyes rendszerek alternatív hajtási formákat, például elektromos vagy hibrid motorokat használnak. A BRT-rendszerek trolibuszokat használhatnak a légszennyezés és a zajkibocsátás csökkentése érdekében, mint például Pekingben és Quitóban. A felsővezetékek telepítésének magas árát ellensúlyozhatják a környezeti előnyök és a központilag termelt villamos energiából származó megtakarítási lehetőségek, különösen azokban a városokban, ahol a villamos energia olcsóbb, mint más üzemanyagforrások. A trolibuszok elektromos rendszerei potenciálisan újra felhasználhatók a jövőbeli villamossínes átalakításhoz. A TransJakarta buszai tisztább, sűrített földgázzal működő motorokat használnak, míg Bogotá 2012-ben kezdte el használni a hibrid buszokat; ezek a hibrid rendszerek regeneratív fékezéssel töltik fel az akkumulátorokat, amikor a busz megáll, majd elektromos motorokkal hajtják a buszt 40 km/h sebességig, majd nagyobb sebességnél automatikusan átkapcsolnak a dízelmotorra, ami jelentős megtakarítást tesz lehetővé az üzemanyag-fogyasztás és a szennyezőanyag-kibocsátás terén.

### Túlzsúfoltság és rossz minőségű szolgáltatás

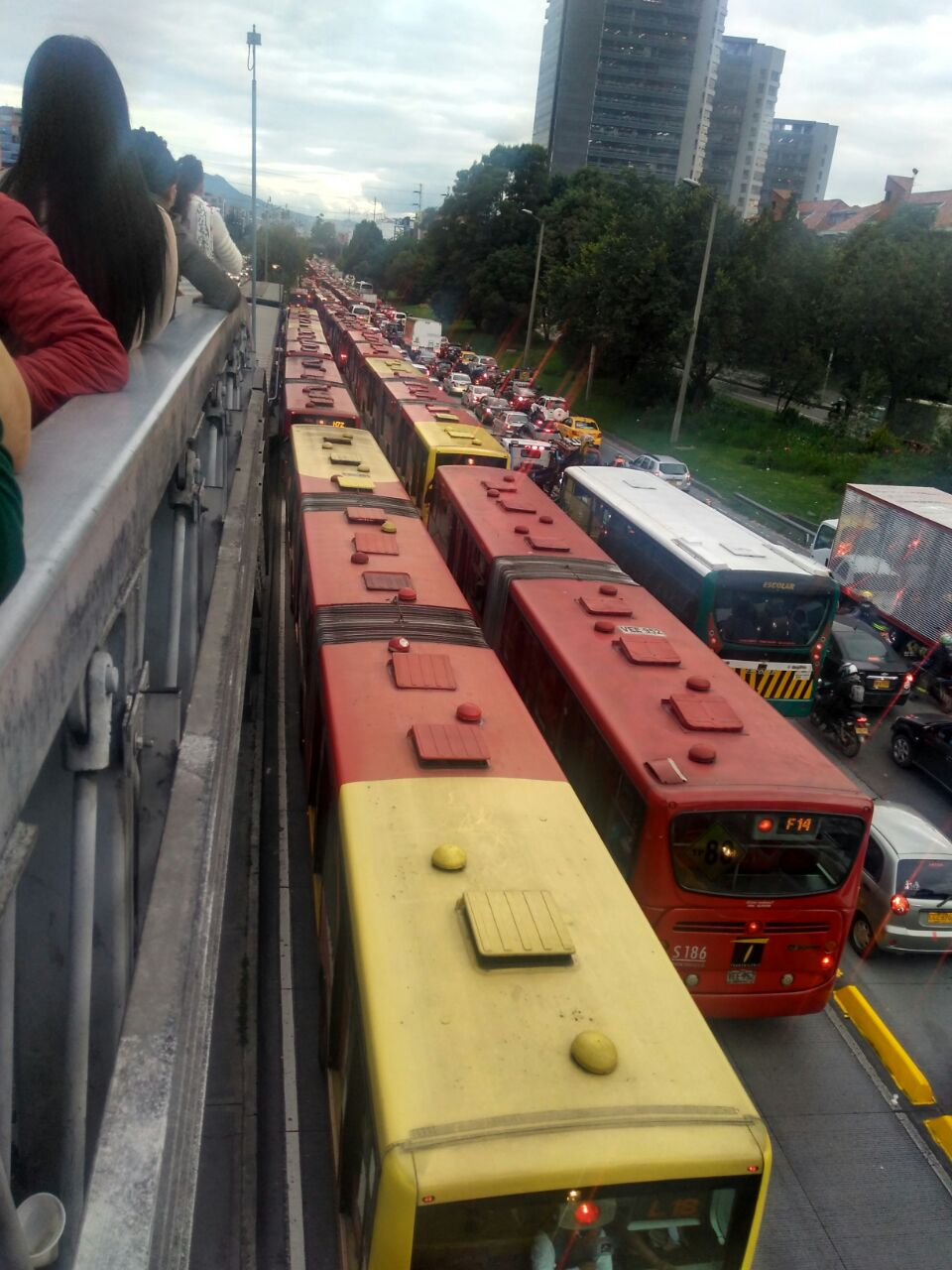
Forgalmi dugó a TransMilenio különjáratán

Számos BRT-rendszer szenved a buszok és állomások túlzsúfoltságától, valamint a buszok hosszú várakozási idejétől. Santiago de Chilében a rendszer átlaga hat utas négyzetméterenként a járművekben. A felhasználók olyan napokról számoltak be, amikor a buszok túl sokáig várakoznak, és túl zsúfoltak ahhoz, hogy új utasokat fogadjanak. 2017 júniusában a rendszer népszerűsége 15% volt az ingázók körében, és az utasok 27%-át elvesztette, akik többnyire az autók felé fordultak.
Bogotában a túlzsúfoltság még rosszabb volt: a TransMilenio átlaga nyolc utas volt négyzetméterenként. Csak 29% érezte magát elégedettnek a rendszerrel. Az adatokból az is kiderült, hogy a polgárok 23%-a értett egyet azzal, hogy több TransMilenio-vonalat építsenek, szemben azzal a 42%-kal, akik szerint gyorsvasúti rendszert kellene építeni. A TransMilenio női használói több esetet jelentettek szexuális zaklatásról. A bogotái nők titkára által készített 2012-es felmérés szerint a nők 64%-a mondta azt, hogy a rendszerben szexuális támadás áldozata lett. A rendszert még a nők számára legveszélyesebb közlekedési eszköznek is minősítették. A rendszer rossz minősége miatt nőtt a városban az autók és a motorkerékpárok száma; a polgárok ezeket a közlekedési eszközöket részesítették előnyben a TransMilenióval szemben. A hivatalos adatok szerint az autók száma a 2005-ös körülbelül 666 000-ről 2016-ra 1 586 700-ra nőtt. A motorkerékpárok száma is növekedett: 2013-ban 660 000 darabot adtak el Bogotában, ami kétszerese az eladott autók számának.
2018 végén a TransMilenio 1383 új autóbuszt rendelt a forgalomban lévő régebbi buszok pótlására. A buszok 52%-a a Scania által gyártott sűrített földgázzal (CNG) működő, Euro 6-os kibocsátási besorolású busz volt, 48%-a pedig a Volvo által gyártott, Euro 5-ös kibocsátási besorolású dízelmotoros busz.
A további (vagy megújított?) megrendelések lenyűgöző eredményt hoztak: „Bogotá városa a közegészségügy és a környezetvédelem javítása érdekében 1485 elektromos buszból álló flottát állított össze tömegközlekedési rendszeréhez – ezzel a város a három legnagyobb, Kínán kívüli e-busz flotta közé került”.
A 2022-es évben Bogotá elnyerte a Fenntartható Közlekedés díját, köszönhetően a BRT-rendszerüknek és a városi kerékpáros-stratégiájuknak.
A jakartai rendszerrel is voltak problémák: a buszok és állomások túlzsúfoltságára és az útvonalak alacsony járatsűrűségére érkeztek panaszok. Kiterjedt biztonsági aggályok is felmerültek; féktelen szexuális zaklatásokról számoltak be, és a buszok tűzbiztonságát is vizsgálták, miután az egyik busz, egy Kínából importált Zhongtong hirtelen és spontán kigyulladt. A szolgáltatás minősége annyira rossz volt, hogy Jakarta akkori kormányzója, Basuki Tjahaja Purnama 2015 márciusában nyilvánosan bocsánatot kért a rendszer rossz teljesítményéért.

### Kudarcok és visszaesések

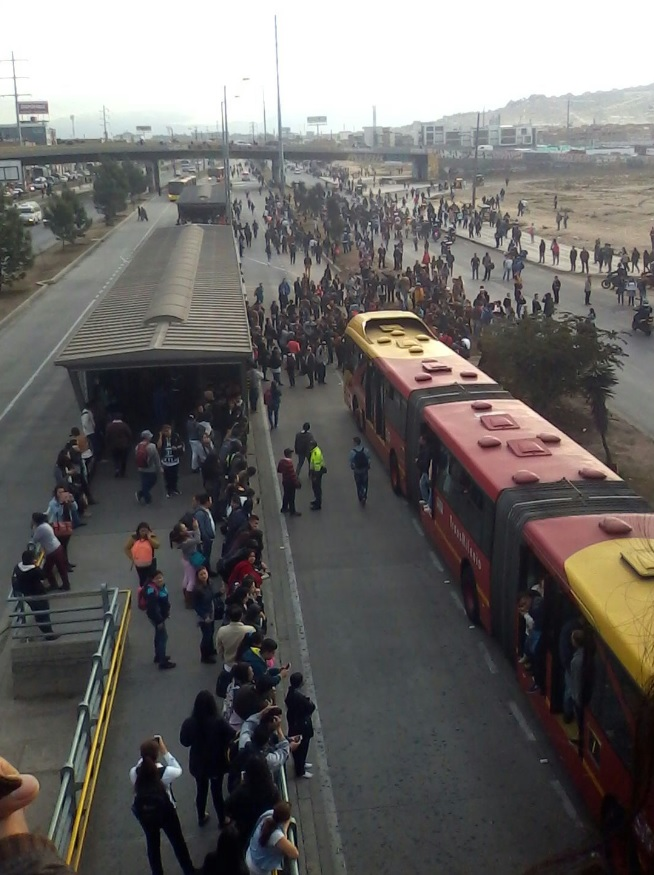
Tiltakozások a TransMilenio Terreros állomásán, 2016. február 12.

A BRT-rendszerekkel szembeni kritika az volt, hogy nem feltétlenül teljesítik az ígéretüket, miszerint a dedikált buszsávokon hatékony és gyors utasáramlást biztosítanak. A delhi BRT népszerűtlensége(2016) és a bogotai zavargások és spontán felhasználói tüntetések (2016) kétségeket ébresztettek azzal kapcsolatban, hogy a BRT-k képesek-e kezelni a forgalmi dugókat. A túlzsúfolt állomások és a BRT-járművek esetleg nem tudnak lépést tartani a megnövekedett utaslétszámmal.  Bogotá azonban a 2022-es Fenntartható Közlekedés díja szerint visszanyerte a tempót.
A BRT állandóságának hiányát is kritizálták: egyesek szerint a BRT-rendszerek ürügyként szolgálhatnak olyan utak építésére, amelyeket később mások megpróbálnak átalakítani a nem BRT-járművek használatára. Erre találhatunk példát Delhiben, ahol egy BRT-rendszert megszüntettek, és a Colorado állambeli Aspenben, ahol az autósok azért lobbiznak a kormánynál, hogy 2017-től a korábbi BRT-sávokon vegyes használatú forgalmat engedélyezzenek, bár más amerikai városokban, például az új-mexikói Albuquerque-ben ennek az ellenkezője igaz.
Az állandóság esetleges hiánya szintén a BRT használatának egyik oka (fenti fejezet): a rendszer rugalmasabb.
Szakértők a BRT kudarcát a területfelhasználás szerkezetének is tulajdonítják. Egyes szétaprózott és vegyes használatot nem alkalmazó városokban a BRT gazdasági életképességéhez kevés az utasszám. Afrikában az Afrikai Urbanisztikai Intézet kritizálta a kontinensszerte folyamatban lévő BRT-k életképességét.

### Általános információk
- The BRT Standard 2013 Institute for Transportation and Development Policy
- Bus Rapid Transit Planning Guide (2007) A very comprehensive 800 guide to creating a successful BRT system by the Institute for Transportation and Development Policy (angolul), (spanyolul), (portugálul)
- Bus Rapid Transit, Volume 1: Case Studies in Bus Rapid Transit Transportation Research Board
- Bus Rapid Transit, Volume 2: Implementation Guidelines Transportation Research Board
- Characteristics of Bus Rapid Transit. National Bus Rapid Transit Association, 2009. [2010. február 18-i dátummal az eredetiből archiválva]. (Hozzáférés: 2013. október 17.)
- Levinson, Herbert S. (2002). „Bus Rapid Transit: An Overview”. Journal of Public Transportation 5 (2). [2013. október 22-i dátummal az eredetiből archiválva]. (Hozzáférés: 2013. október 17.)
- Across Latitudes and Cultures Bus Rapid Transit An international Centre of Excellence for BRT development
- Transit Capacity and Quality of Service Manual Transportation Research Board
- BRT Technologies: Assisting Drivers Operating Buses on Road Shoulders. University of Minnesota Center for Transportation Studies, Department of Mechanical Engineering

### Országspecifikus információk
- Recapturing Global Leadership in Bus Rapid Transit - A Survey of Select U.S. Cities (available for download in pdf) Institute for Transportation & Development Policy (May 2011)
- Wang Fengwu and James Wang: BRT in China. Public Transport International, 2004. április 1. [2009. szeptember 24-i dátummal az eredetiből archiválva]. (Hozzáférés: 2010. március 10.)
- Vincent, William, Lisa Callaghan Jerram (2008. április 1.). „Bus Rapid Transit and Transit Oriented Development: Case Studies on Transit Oriented Development Around Bus Rapid Transit Systems in North America and Australia”, Washington, DC, Kiadó: Breakthrough Technologies Institute. [2014. február 7-i dátummal az eredetiből archiválva]. (Hozzáférés: 2013. október 17.)
- Bus Rapid Transit Shows Promise Archiválva 2015. április 30-i dátummal a Wayback Machine-ben U.S. General Accounting Office
- The National BRT Institute (USA)

### Adatbázisok
- Global BRT Data Archiválva 2015. május 20-i dátummal a Wayback Machine-ben Adatbázis a világ BRT-rendszereiről